# Province de Tokachi
Pour les articles homonymes, voir Tokachi.
Tokachi (十勝国, -no kuni) est une ancienne province du Japon qui se trouvait sur l'île d'Hokkaido. Elle occupait la région de l'actuelle sous-préfecture de Tokachi.

## Histoire
- 15 août 1869, la province est établie et divisée en sept districts.
- 1872, la population est estimée à 1.464 habitants.
- 1882, toutes les provinces d'Hokkaido fusionnent.

## Districts
- Hirō (広尾郡)
- Tōbui (当縁郡) - transformé le 1er avril 1906 pour devenir Hirō Ville.
- Hirō Ville
- Kamikawa (上川郡)
- Nakagawa (中川郡)
- Katō (河東郡)
- Kasai (河西郡)
- Tokachi (十勝郡)